# Гутник (монета)
«Гу́тник» — пам'ятна монета номіналом 5 гривень, випущена Національним банком України, присвячена гутництву — виготовленню скла, відомому ще з часів Київської Русі. За багато століть розвитку гутництво досягло високого художнього рівня. Особливо оригінальними були баклаги, барильця, різні сулії, кварти та різний фігурний посуд у вигляді півнів, птахів, ведмедиків тощо.
Монету введено в обіг 28 лютого 2012 року. Вона належить до серії «Народні промисли та ремесла України».

## Опис монети та характеристики
| Номінал грн. | Метал      | Маса, г | Діаметр, мм | Якість виготовлення       | Гурт     | Тираж, штук |
| ------------ | ---------- | ------- | ----------- | ------------------------- | -------- | ----------- |
| 5            | нейзильбер | 16,54   | 35,0        | спеціальний анциркулейтед | рифлений | 35 000      |

### Аверс
На аверсі монети розміщено: угорі малий Державний Герб України, під яким стилізований напис — «НАЦІОНАЛЬНИЙ/БАНК/УКРАЇНИ», у центрі — стилізоване зображення двох пташок, ліворуч і праворуч від яких вироби гутника — скляні предмети побуту, унизу написи: «5/ГРИВЕНЬ/2012» та логотип Монетного двору Національного банку України.

### Реверс
На реверсі монети зображено гутника, який видуває склянку. Угорі на стилізованому тлі розміщено напис «ГУТНИК», з обох боків центральної композиції — декоративні квіти.

## Автори

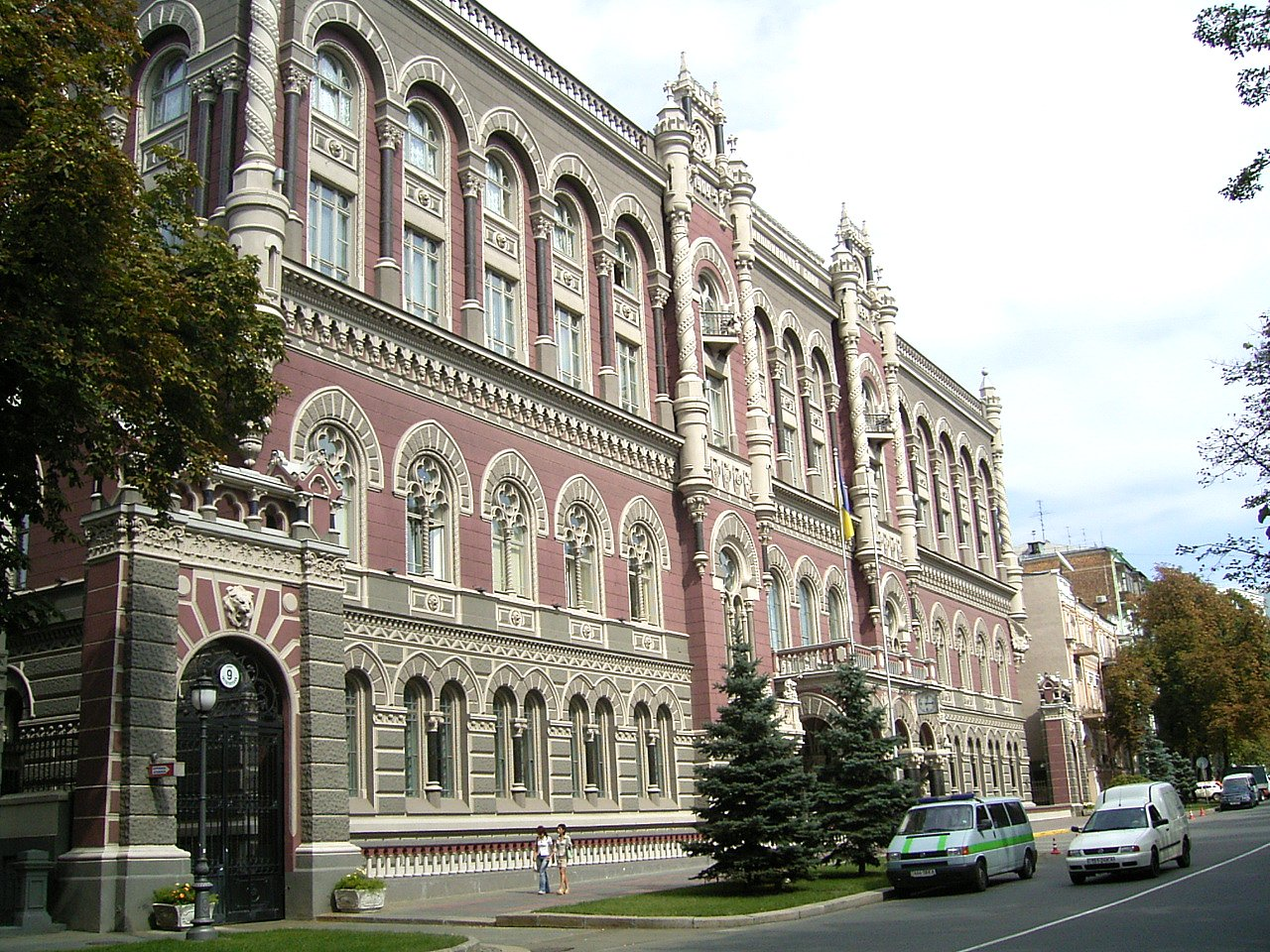
Будівля Національного банку України

- Художники: Таран Володимир, Харук Олександр, Харук Сергій.
- Скульптори: Дем'яненко Анатолій, Дем'яненко Володимир.

## Вартість монети
Ціну монети — 20 гривень встановив Національний банк України у період реалізації монети через його філії у 2012 році.
Фактична приблизна вартість монети, з роками змінювалася так:
| Рік        | 2012 | 2013 | 2014 | 2015 | 2016 | 2017 | 2018 | 2019 | 2020 | 2021 | 2022 | 2023 | 2024 | 2025 |
| ---------- | ---- | ---- | ---- | ---- | ---- | ---- | ---- | ---- | ---- | ---- | ---- | ---- | ---- | ---- |
| Ціна, грн. | 25   | 25   | 28   | 35   | 68   | 80   | 100  | 105  | 110  | 140  | 160  | 260  | 600  | 640  |